# Brecha digital en China
En los últimos diez años, el uso de las tecnologías de la información y las comunicaciones (TIC) ha crecido significativamente en China. Sin embargo, como el país en desarrollo más grande del mundo, China enfrenta una marcada bbrecha digital, tanto en comparación con los países desarrollados como dentro de su propio territorio, afectando a diferentes regiones y grupos sociales.

## Descripción general
El sector de las telecomunicaciones en China ha experimentado un crecimiento anual del 30% al 50% durante la última década, impulsado por rápidos cambios en los ámbitos político, económico y social. A pesar de esto, como sucede en muchos países en desarrollo, la densidad telefónica y la proporción de usuarios de Internet en el país siguen siendo bajas, alcanzando solo el 23% y el 2,18% respectivamente en 2001. Además, persiste una importante brecha digital entre distintas regiones y grupos sociales dentro de China.
El concepto de brecha digital hace referencia a la diferencia entre quienes cuentan con acceso regular y efectivo a la tecnología digital y de la información, y quienes carecen de ese acceso. Incluye tanto la disponibilidad de equipos tecnológicos como las habilidades y recursos necesarios para utilizarlos. Esta brecha puede observarse tanto a nivel internacional como dentro de un mismo país.
Desde la puesta en marcha del Décimo Plan Quinquenal de China (2001-2005), el gobierno de la República Popular China ha subrayado la relevancia de la tecnología de la información para el progreso económico del país. Existe un optimismo oficial respecto a que "Internet y la tecnología de la información (TI) son elementos esenciales para fortalecer la competitividad económica internacional y reducir las brechas de desarrollo entre las regiones del país". Este plan considera la creación de una sociedad de la información como una prioridad para la modernización y el crecimiento económico de China, confiando en que el desarrollo de la TI contribuirá de manera natural a aliviar la pobreza en las zonas más desfavorecidas.
Las estadísticas revelan que gran parte de las zonas rurales en China están quedando rezagadas, mientras que las áreas urbanas disfrutan de los beneficios de Internet y la tecnología. Según el Centro de Información de la Red de Internet de China (CNNIC), el número de usuarios de Internet ha crecido de forma constante cada año, aunque este aumento se ha concentrado principalmente en las ciudades, donde reside la mayoría de los usuarios. Además, los proveedores de servicios de Internet (ISP) tienen pocos incentivos económicos para expandirse a regiones con bajo poder adquisitivo o densidades de población bajas. Esto deja en manos del gobierno chino la responsabilidad de cerrar una brecha digital que sigue creciendo.